# Proboloptila frontella
Proboloptila frontella är en fjärilsart som beskrevs av Walsingham 1897. Proboloptila frontella ingår i släktet Proboloptila och familjen äkta malar. Inga underarter finns listade i Catalogue of Life.